# Sebastian Deisler
Sebastian Deisler (født 5. januar 1980 i Lörrach, Vesttyskland) er en pensioneret tysk fodboldspiller, der spillede som midtbanespiller hos de tyske klubber Borussia Mönchengladbach, Hertha Berlin og FC Bayern München. Deisler blev omkring årtusindeskiftet udnævnt som det helt store talent i tysk fodbold, men en serie alvorlige skader, kombineret med en depression, satte en stopper for hans karriere allerede i 2007, i en alder af kun 27 år.
Deisler nåede med Bayern München at vinde tre tyske mesterskaber og tre DFB-Pokal-titler.

## Landshold
Deisler nåede at spille 36 kampe og score tre mål for Tysklands landshold, som han debuterede for den 23. februar 2000 i et opgør mod Holland. Han var en del af den tyske trup til både EM i 2000 i Belgien og Holland, samt til Confederations Cup på hjemmebane i Tyskland i 2005.

## Titler
Bundesligaen
- 2003, 2005 og 2006 med FC Bayern München

DFB-Pokal
- 2003, 2005 og 2006 med FC Bayern München